# Christoph Schmidt (Unternehmer)

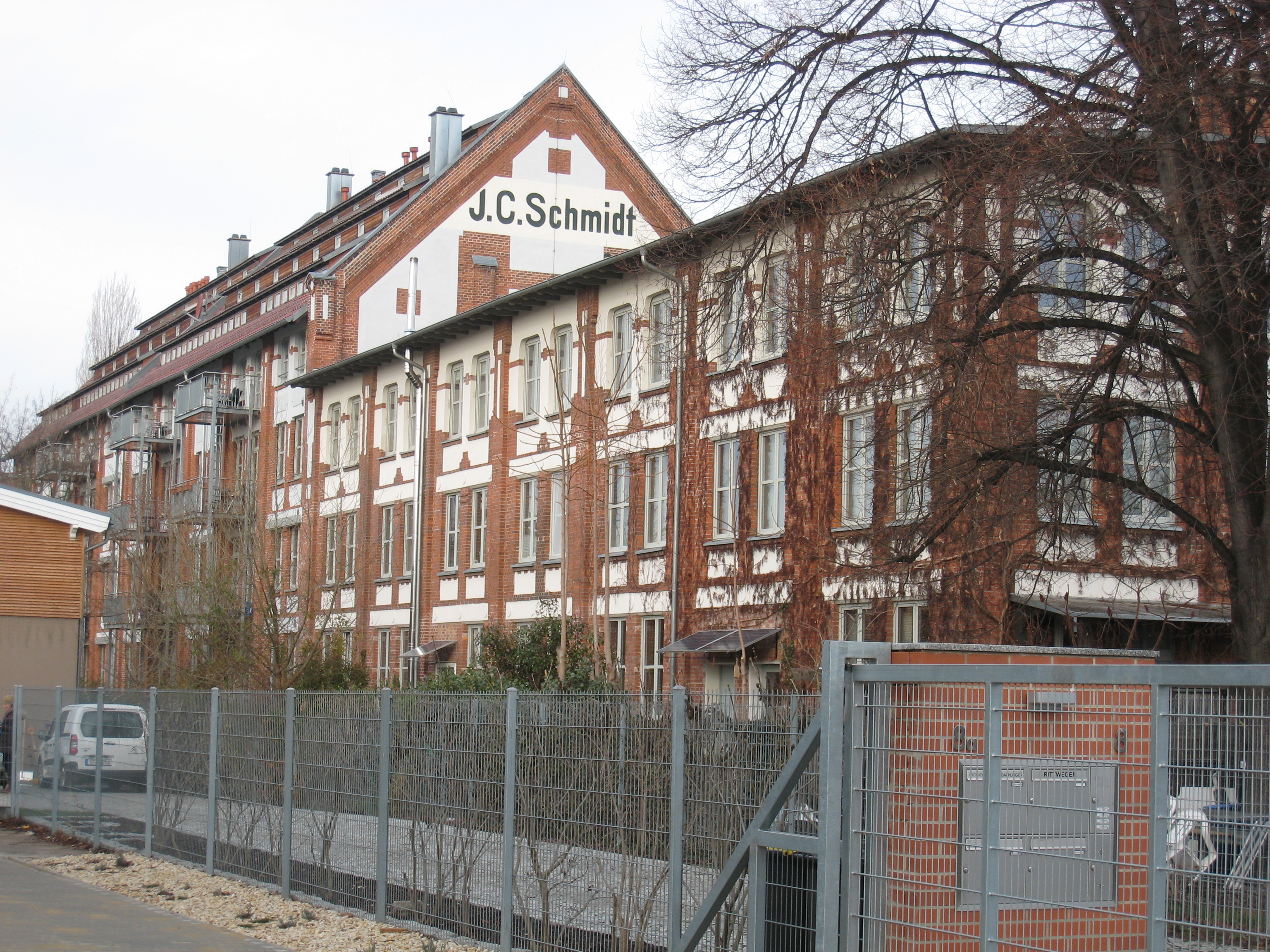
Alter Firmensitz in Erfurt, Am Alten Nordhäuser Bahnhof 6

Friedrich Christoph Benjamin Schmidt (* 2. Mai 1803 in Erfurt; † 2. Januar 1868 ebenda) war ein deutscher Unternehmer.

## Leben
Christoph Schmidt war der Enkel des Gärtners Johann Christoph Schmidt (1753–1829) und übernahm die vom Großvater gegründete Firma J. C. Schmidt, in die er 1828 eingestiegen war. Diese war zunächst nur ein Nebenbetrieb einer Wachswarenfabrik, entwickelte sich jedoch durch den Handel mit Pflanzen und Knollen sowie eine Bukettbinderei zu einem bedeutenden Unternehmen in der Stadt Erfurt, das weltweit als „Blumenschmidt“ bekannt wurde. Es genügte, briefliche Bestellungen mit „Blumenschmidt Erfurt“ zu adressieren, damit sie ankamen. Christoph Schmidt entwickelte die großväterliche Firma zu einem Weltunternehmen, deren Spezialkultur die Dahlien, damals Georginen genannt, gewesen sind.
Heinrich Schmidt (1841–1890) führte die Firma seines Vaters erfolgreich weiter. Ernst Müller, 1885 als Teilhaber aufgenommen, übernahm nach dessen Tod die Firma als Alleininhaber, verstarb aber schon 1900. Der Sohn Müllers, Alfred Müller führte anschließend mit seinem Schwager Alfred Wentscher die Firma weiter. 1926 musste die Firma Bankrott anmelden und verschmolz als Tochterunternehmen mit dem ebenfalls in Erfurt ansässigen Gartenbauunternehmen Ernst Benary.